# Muscolo obliquo inferiore
Il muscolo obliquo inferiore è uno dei sei muscoli striati che consente il movimento del bulbo oculare.

## Origine e inserzione
Origina dal pavimento dell'orbita nella sua parte antero-inferiore, a livello di una lieve depressione della faccia orbitale dell'osso mascellare subito al di sotto del sacco lacrimale, e si porta postero lateralmente ad avvolgere il bulbo oculare ed a fissarsi sul suo quadrante posteriore infero-esterno. Lungo il suo decorso passa al di sotto del muscolo retto inferiore e lungo questo tratto le guaine di questi due muscoli si uniscono formando il legamento sospensore di Lockwood.

## Innervazione
Il muscolo obliquo inferiore è innervato da fibre motorie somatiche del III paio dei nervi cranici (il nervo oculomotore), nello specifico dal suo ramo inferiore (innervante anche il muscolo retto mediale e l'inferiore).

## Vascolarizzazione
È vascolarizzato dall'arteria oftalmica e da un ramo dell'arteria infraorbitaria.

## Azione
L'azione di questo muscolo consiste nello spostare il polo posteriore del bulbo oculare medialmente e verso il basso, permettendo così all'occhio di ruotare in alto e lateralmente (abduzione ed innalzamento con extrarotazione).